# Lac De Maurès
Lac De Maurès är en sjö i Kanada.   Den ligger i regionen Nord-du-Québec och provinsen Québec, i den östra delen av landet, 600 km norr om huvudstaden Ottawa. Lac De Maurès ligger 390 meter över havet. Arean är 9,9 kvadratkilometer. Den sträcker sig 5,7 kilometer i nord-sydlig riktning, och 6,2 kilometer i öst-västlig riktning.
Trakten runt Lac De Maurès är nära nog obefolkad, med mindre än två invånare per kvadratkilometer.